# 킹 에드워드역

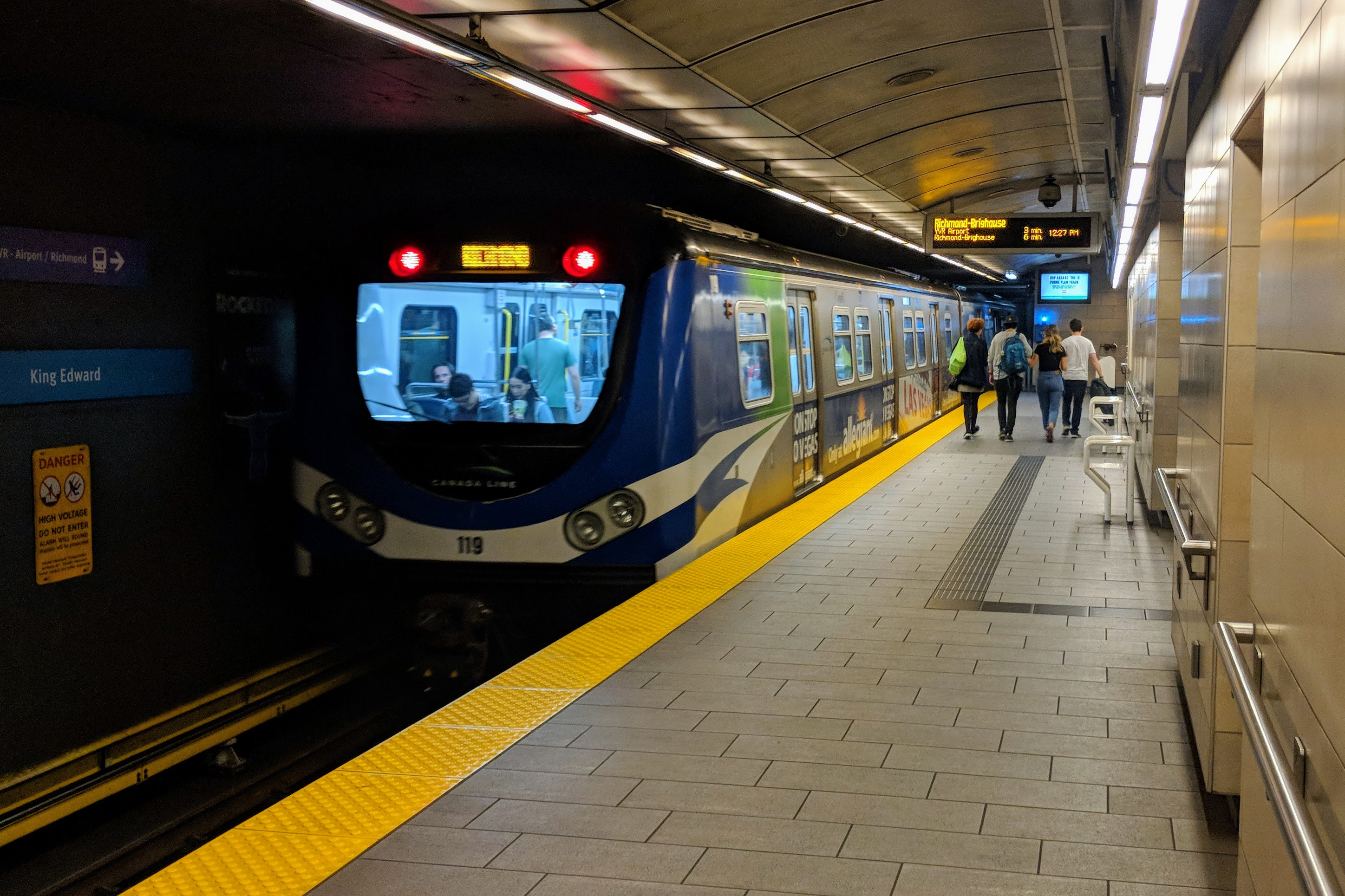
킹 에드워드 역을 출발하는 외행 열차. 외행 승강장은 내행 승강장 아래에 있다.

킹 에드워드(King Edward)역은 캐나다 메트로 밴쿠버 스카이트레인의 역이다. 이 역은 캐나다 브리티시컬럼비아주 밴쿠버에 있는 캠비가(Cambie Street)와 킹 에드워드 애비뉴(King Edward Avenue)의 교차로에 위치해 있으며, 라일리 파크-리틀 마운틴·사우스 캠비 인근을 운행한다. 이 역에는 BC 아동 병원, 냇 베일리 스타디움, 퀸 엘리자베스 공원와 도보 거리에 있다.

## 역사
킹 에드워드 역은 2009년 캐나다 선의 나머지 역과 함께 개장되었으며 건축회사 VIA Architecture에서 설계했다. 역명은 에드워드 7세의 이름을 딴 킹 에드워드 애비뉴(King Edward Avenue)의 이름을 따서 지어졌다.

## 구조 및 설계
버라드 역이나 그랜빌 역처럼 킹 에드워드 역은 독특한 승강장 디자인을 갖추고 있다. (워터프런트행)내행 선로는 (리치먼드-브리그하우스 및 YVR-공항행)외행 선로 위에 배치되었고, 내행 승강장은 외행 승강장보다 윗층에 위치한다.

## 운행
이 역에는 캠비가에서 운행하는 15번 버스, 동쪽 [[브렌트우드역·서쪽 브리티시컬럼비아 대학교 간을 운행하는 25번 버스, 동쪽 29번로역·서쪽 브리티시컬럼비아 대학교 간을 운행하는 33번 버스가 지난다.

## 역 정보

### 역 구조
| S  | 거리층                          | 출구                                                                       |
| C  | 대합실                          | 컴파스 자동발매기, 개집표기                                                |
| T1 | 1번 승강장 내행                 | ← ■ 캐나다선 워터프런트 방면 (브로드웨이-시청)                             |
| T1 | 상대식 승강장, 왼쪽 문이 열림   |                                                                            |
| T2 | 2번 승강장 외행                 | ← ■ 캐나다선 리치먼드-브리그하우스 및 YVR-공항 방면 (오크리지-41번 애비뉴) |
| T2 | 상대식 승강장, 오른쪽 문이 열림 |                                                                            |

### 출구
킹 에드워드 역 출구는 캠비가와 킹 에드워드 애비뉴의 북서쪽 모퉁이에 1곳이 있다.

### 연결 교통
킹 에드워드 역에 운행되는 버스 노선은 아래와 같다.:
| Bay | 위치                    | 노선                                                                                  |
| --- | ----------------------- | ------------------------------------------------------------------------------------- |
| 1   | 킹 애드워드 애비뉴 서행 | 25 UBC                                                                                |
| 2   | 캠비가 북행             | 15 Olympic Village Station(올림픽 빌리지 역) 33 UBC N15 Dowontown(다운타운 (심야버스) |
| 3   | 킹 애드워드 애비뉴 동행 | 25 브렌트우드역(Brentwood Station)                                                    |
| 4   | 캠비가 남행             | 15 Cambie(캠비) 33 29th Avenue Station(29번로역) N15 Cambie(캠비) (심야버스)          |